# Dewar (Oklahoma)
Dewar é uma cidade  localizada no estado norte-americano de Oklahoma, no Condado de Okmulgee.

## Demografia
Segundo o censo norte-americano de 2000, a sua população era de 919 habitantes.
Em 2006, foi estimada uma população de 907, um decréscimo de 12 (-1.3%).

## Geografia
De acordo com o United States Census Bureau tem uma área de
2,4 km², dos quais 2,4 km² cobertos por terra e 0,0 km² cobertos por água.

## Localidades na vizinhança
O diagrama seguinte representa as localidades num raio de 20 km ao redor de Dewar.